# أكمة المراقن (السياني)

تعديل مصدري - تعديل

اكمه المراقن محلة تابعة لقرية الشيخ صلاح، التابعة لعزلة الازارق بمديرية السياني إحدى مديريات محافظة إب في الجمهورية اليمنية.، بلغ تعداد سكانها 37 حسب تعداد اليمن لعام 2004.